# Estação Ferroviária de Contumil
A Estação Ferroviária de Contumil (nome anteriormente grafado como "Contomil"), é uma interface da Linha do Minho, que funciona como ponto de entroncamento com a Linha de Leixões, e que serve a zona de Contumil, no concelho do Porto, em Portugal.
Foi planeada nos finais do Século XIX, para servir como ponto de bifurcação entre as duas linhas e como ponto de gestão e manutenção de material circulante, tendo entrado ao serviço na década de 1910 apenas com funções técnicas, devido ao atraso na construção da linha para Leixões, que só abriu à exploração em 18 de setembro de 1938.

## Descrição

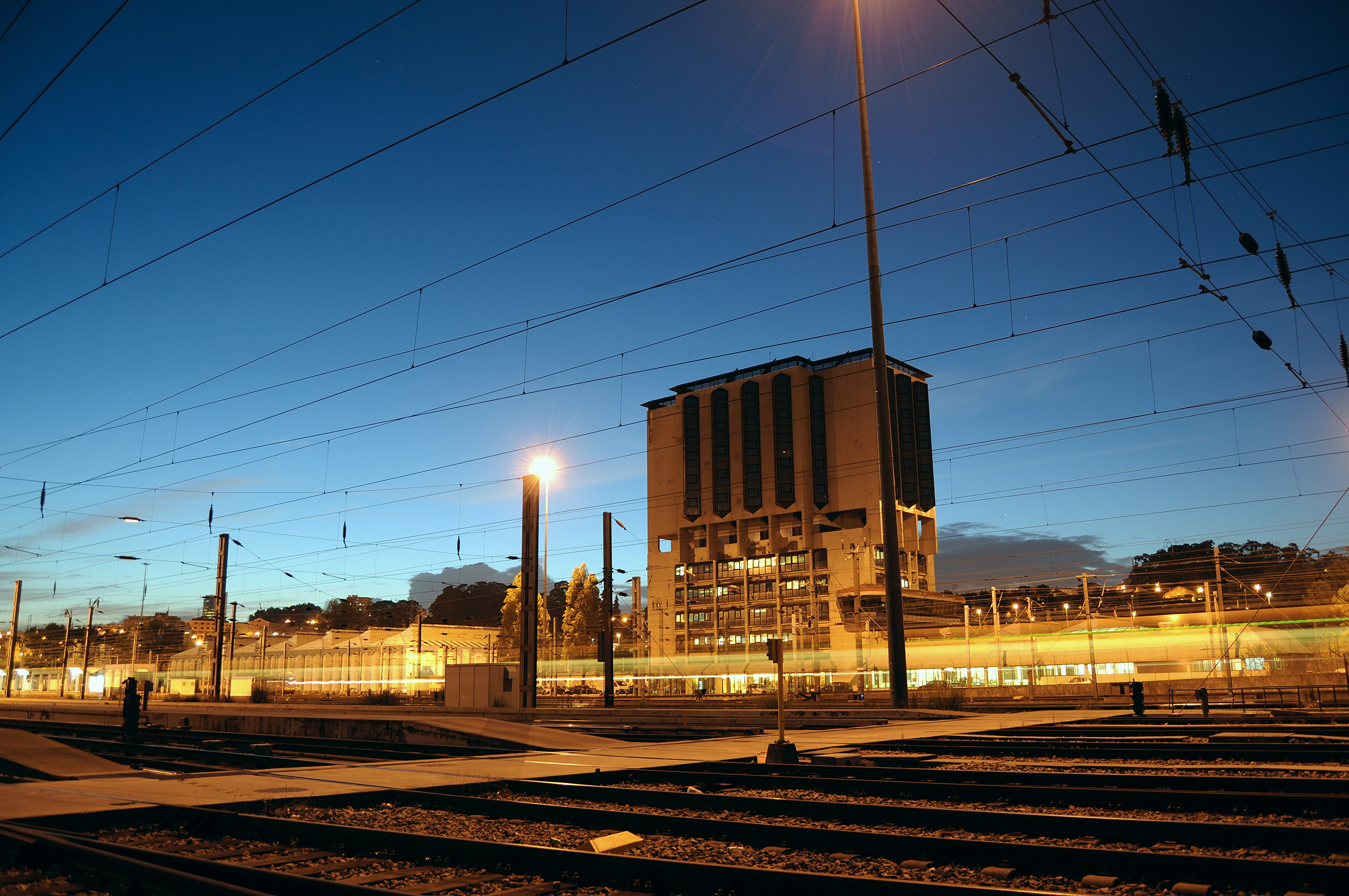
Vista geral da estação de Contumil, em 2012.

### Localização e acessos
Esta estação está situada no concelho do Porto, sendo considerada como localizada na Rua da Estação de Contumil, embora o acesso pedonal (subterrâneo) apenas possa ser realizado na Rua Avelino Ribeiro ou na Rua do Ameixial. Na área existe pouca sinalização para indicar esta entrada.[carece de fontes?]

### Infraestrutura
Em dados de 2004 pela Rede Ferroviária Nacional, a estação de Contumil contava com onze vias de circulação. Em dados de 2010, ainda existia o mesmo número de vias de circulação, cuja extensão variava entre os 63 e os 481 m; as plataformas tinham 210 e 180 m de comprimento, e uma altura de 90 cm. O edifício de passageiros situa-se do lado noroeste da via (lado esquerdo do sentido ascendente, a Monção e Leixões).
As plataformas da estação estão parcialmente forrada com painéis de azulejos de padrão, da autoria de Eduardo Nery, e produzidos pela empresa da Fábrica de Cerâmica da Viúva Lamego. Os painéis formam 65 desenhos diferentes, testemunhando as várias combinações de formas e cores que podem ser feitas com os azulejos de padrão.

## História

### Planeamento
Esta estação situa-se no troço da Linha do Minho entre Campanhã e Nine, que entrou ao serviço, junto com o Ramal de Braga, em 21 de maio de 1875.
Em finais do século XIX, esteve em discussão a forma como deveria ser efectuada a ligação ferroviária entre o planeado Porto de Leixões e a rede ferroviária nacional. Inicialmente, esteve prevista a continuação do Ramal da Alfândega, que unia a Alfândega do Porto à estação de Campanhã, até Leixões, mas devido aos elevados custos que seriam necessários para a construção, e o problemas criados pela crise financeira de 1891, o Conselho Superior de Obras Públicas sugeriu um traçado alternativo, já proposto pelo engenheiro Pereira Dias. Segundo este novo plano, o ramal para o Porto de Leixões deveria sair de um local próximo do PK 2,5 da Linha do Minho, entre as estações de Campanhã e Rio Tinto, na zona de Contumil, onde deveria ser construída uma gare própria para a bifurcação entre as duas vias férreas. Em 1898, foi formada uma comissão para estudar os vários planos que existiam para linhas férreas, tendo sido aconselhada a construção da linha até ao Porto de Leixões com o seu início na estação de Contumil, e a duplicação da Linha do Minho até Campanhã. Desta forma, no Plano da Rêde Complementar ao Norte do Mondego, decretado em 15 de janeiro de 1900, foi oficialmente classificado o traçado para a Linha de Circunvalação do Porto, com início em Contumil, e para a duplicação parcial da Linha do Minho. A nova linha deveria ser construída pela administração dos Caminhos de Ferro do Estado, um órgão criado em 14 de julho de 1899 para construir e explorar as redes férreas na posse do governo. Logo após a aprovação da linha, José Fernando de Sousa, que fazia parte do conselho de administração dos Caminhos de Ferro do Estado, propôs que fossem feitos os estudos para a linha, com especial interesse para a estação de Contumil.

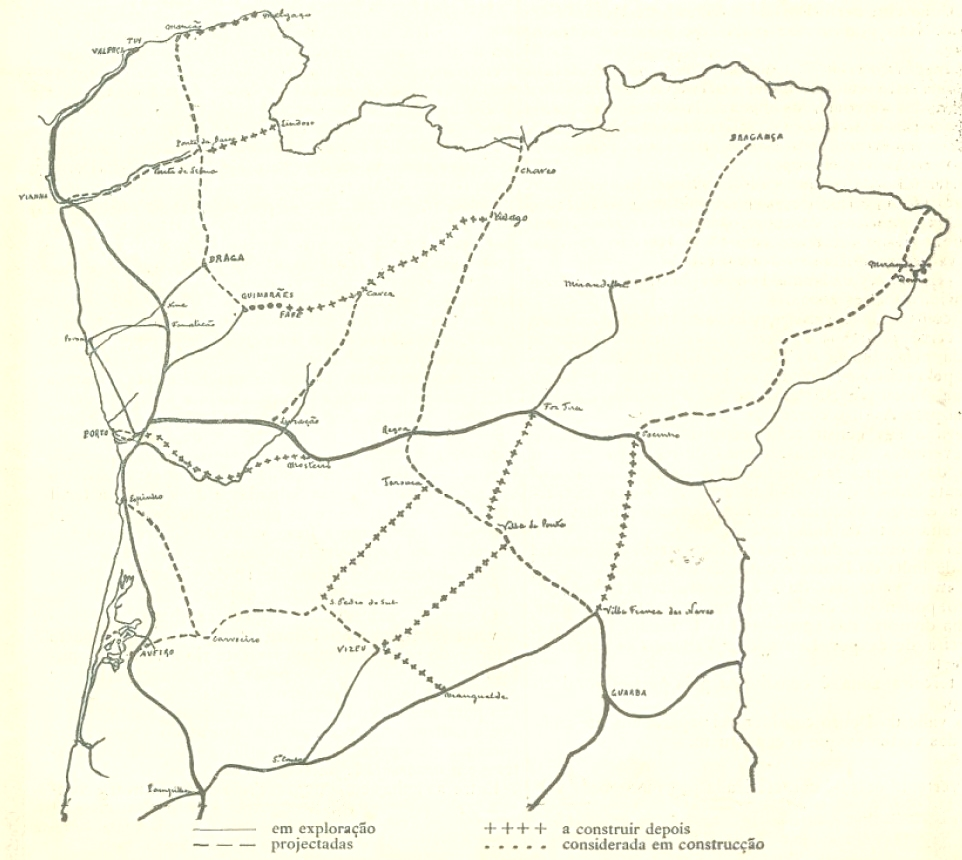
Mapa do Plano da Rede Complementar ao Norte do Mondego, mostrando as duas opções para construir a linha até Leixões, uma através de uma nova via férrea a partir de Contumil, enquanto que a outra saía do Ramal da Alfândega.

Em 1902, foi enviado ao Conselho Superior de Obras Públicas e Minas o plano e o orçamento correspondente para a construção de uma estação ao quilómetro 2,5 da Linha do Minho, e para a duplicação da Linha do Minho. Além de servir de entroncamento da então futura Linha de Leixões, a nova interface também deveria servir como subsidiária de Campanhã, auxiliando esta estação na triagem das composições de mercadorias e a manutenção de vagões. Este local foi escolhido por ser o único que permitia a instalação das infra-estruturas necessárias às funções a serem exercidas na futura interface, como o edifício da estação, uma cocheira para material motor e outra para carruagens, cais cobertos e para carvão, e um reservatório. O complexo deveria incluir onze vias, cuja extensão total compreendia cerca de 1630 m; cinco dessas vias foram designadas para o estacionamento e resguardo do material circulante, enquanto que as outras seis estavam destinadas à sua triagem e classificação, estando ligadas a uma via especial, com uma lomba para realizar as manobras por gravidade. O custo total desta obra, incluindo todos os edifícios e vias, e os trabalhos necessários à duplicação da Linha até Campanhã, estava previsto em 165:500$000 Réis. Em 10 de setembro desse ano, foi decretada a construção da Estação de Contomil. O plano e o respectivo orçamento foram aprovados pelo governo em 16 de maio de 1903, baseado no parecer do Conselho Superior de Obras Públicas e Minas, datado de 30 de abril do mesmo ano.
No entanto, a partir desse ponto o planeamento da linha de Leixões entrou numa fase de sucessivos atrasos, gerados em parte pela instabilidade política, mas também devido à interferência da Associação Comercial do Porto, que por várias vezes tentou interromper as obras na linha de Leixões. Aquela sociedade criticava o traçado da linha de Leixões, principalmente o seu início em Contumil, defendendo que em vez disso deveria ser prolongado o Ramal da Alfândega, fazendo assim a linha até Leixões passar pelo centro da cidade do Porto. O projecto para a linha de Circunvalação foi aprovado em 4 de julho de 1905, mas foi bloqueado pelo governo por intermédio de José Luciano de Castro.
Apesar dos problemas em construir a linha para Leixões propriamente dita, continuou o interesse em construir a estação de Contumil, devido à sua outra função como posto de manutenção para material circulante, e após a aprovação do projecto começaram as obras da estação e para a duplicação da Linha do Minho. Em 31 de dezembro de 1910, já tinham sido gastos cerca de 100 contos em ambos os projectos, estando nessa altura a estação de Contumil já a ser utilizada para classificar e estacionar material circulante.

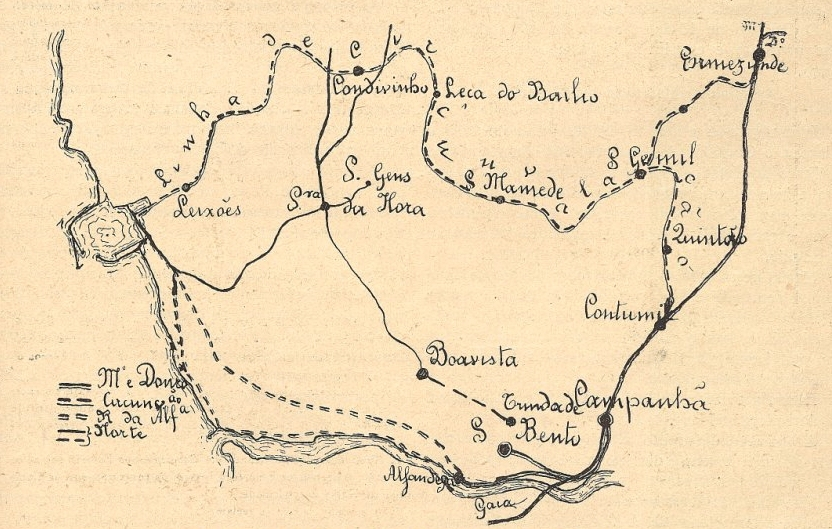
Mapa das linhas construídas ou planeadas na zona a Norte da cidade do Porto, incluindo a de Leixões

### Ligação à Linha de Leixões
Uma Portaria de 25 de maio de 1911 ordenou que a linha para Leixões tivesse início em Ermesinde, contrariando o que tinha sido determinado pelo Plano da Rede de 1900. Quando o projecto foi apresentado em 1912, o Conselho de Administração dos Caminhos de Ferro do Estado voltou a fixar o início da linha em Contumil, mantendo a ligação a Ermesinde como um ramal a sair de São Gemil.
O concurso público para construção da Linha de Leixões, a partir das Estações de Contumil e Ermesinde, foi realizado pela Direcção-Geral de Caminhos de Ferro, em 27 de janeiro de 1931, tendo o contrato sido assinado no dia 22 de maio do mesmo ano, e as obras arrancado em 29 de junho. O relatório de 1931-1932 da Direcção Geral de Caminhos de Ferro revela que, naquele período, a companhia dos Caminhos de Ferro do Estado despendeu cerca de 1.100 contos nesta estação. Nos inícios de 1935, uma portaria do Ministério das Obras Públicas e Comunicações autorizou o projecto para as expropriações e terraplanagens necessárias para a primeira fase da ampliação desta estação. Em 8 de maio de 1936, o Ministério aprovou o projecto para o edifício de passageiros e o correspondente orçamento, no valor de 111.933$11. Em 9 de setembro desse ano, o Ministério aprovou o plano para a segunda fase da ampliação da estação de Contumil, e o seu correspondente orçamento rectificado, no valor de 197:951$. Um diploma publicado no Diário do Governo n.º 183, II Série, de 9 de agosto, aprovou o auto de recepção definitiva para a empreitada n.º 9 da Linha de Cintura do Porto, referente à instalação dos equipamentos para iluminação eléctrica em Contumil e noutras estações da linha, que foi executada pela firma José Maria dos Santos & Santos.
Em 18 de setembro de 1938, entrou ao serviço a linha entre as estações de Contumil e Leixões.

### Década de 1960
Em junho de 1966, a estação de Contumil encontrava-se em obras de expansão, com a construção de uma nova casa redonda para a reparação de locomotivas a gasóleo e a vapor. As oficinas estavam igualmente a ser modificadas, de forma a se poder realizar a manutenção de material circulante a tracção eléctrica, e já se encontravam prontos três dos dez diques de moliana. Estas obras pretendiam fazer de Contumil um centro de manutenção ferroviária, de forma a libertar espaço na estação de Campanhã, que se iria tornar no centro dos serviços ferroviários urbanos na cidade do Porto. Em redor da estação, estava planeada a construção de várias habitações, para alojar os funcionários que iam ser transferidos das oficinas de Campanhã, formando uma localidade própria, com cerca de 800 habitantes.

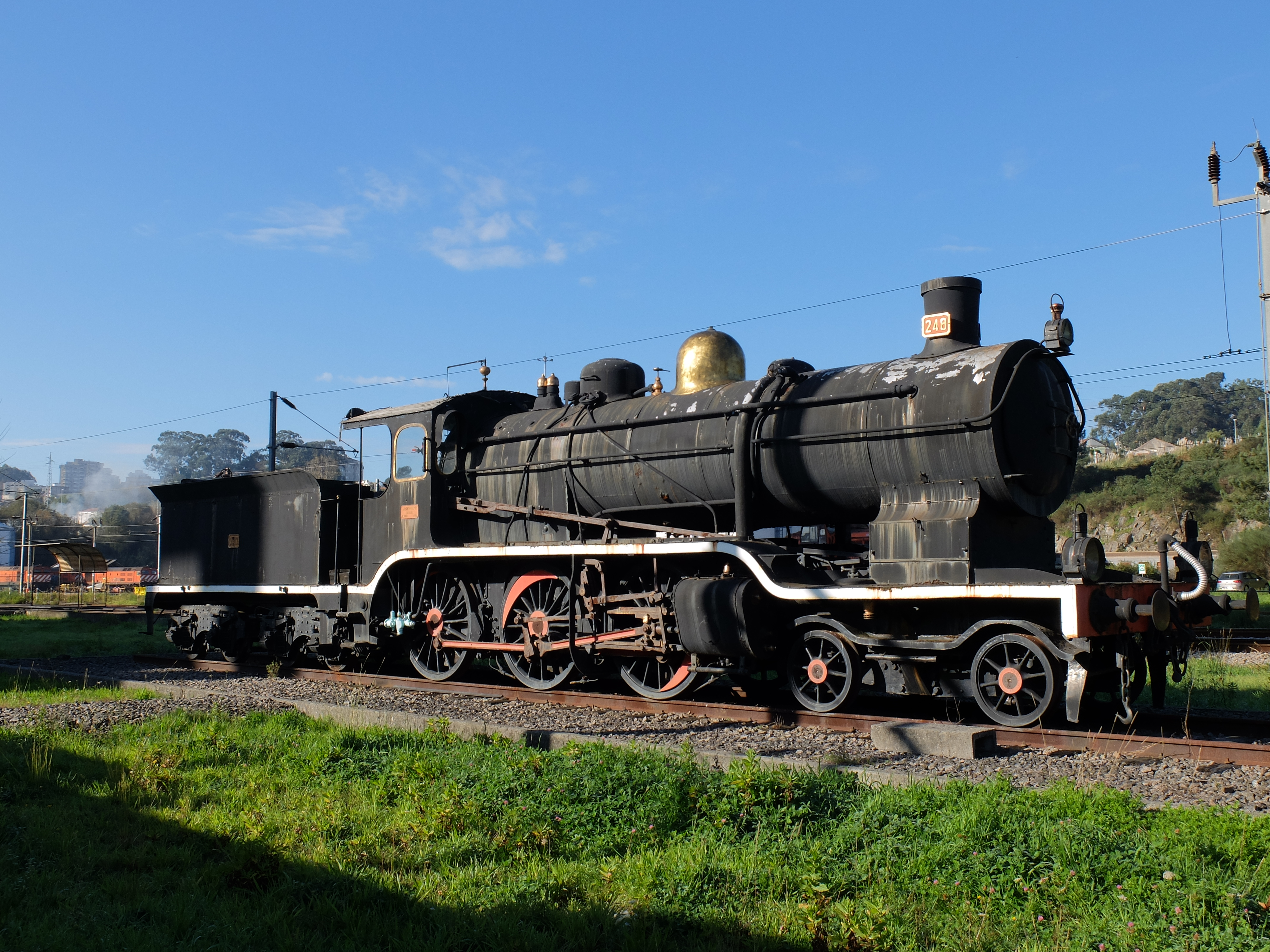
Locomotiva 248 no pedestal em Contumil

### Década de 1990
Em 17 de março de 1994, a empresa Caminhos de Ferro Portugueses instalou na estação de Contumil a locomotiva a vapor 248, que tinha sido resgatada do Rio Douro, para onde tinha caído na ocorrência de um descarrilamento, em 5 de janeiro de 1940.

### Século XXI
No dia 1 de novembro de 2009, a passagem de peões da estação ficou inundada na sequência de condições atmosféricas desfavoráveis, tendo os bombeiros sapadores demorado várias horas para bombear a água. Segundo os bombeiros, aquela situação ocorria com grande frequência, sendo causada por níveis de precipitação mais intensos.

No dia 9 de fevereiro de 2025, o serviço de passageiros na Linha de Leixões foi reposto até Leça do Balio, servindo também a estação de Contumil.

## Leitura recomendada
- Centros de Comando Operacional - Contumil. Lisboa: Rede Ferroviária Nacional, E. P. 2008
- Linha do Minho. Lisboa: Rede Ferroviária Nacional E. P. 2004. 43 páginas
- Linha do Minho / Ramal de Braga (Catálogo de Obra). Lisboa: Rede Ferroviária Nacional E. P. 2004